# Pavle Jakšić
Pavle Jakšić (Blatuša, kod Vrginmosta, 2. prosinca 1913. — Beograd, 4. veljače 2005.) bio je sudionik Drugog svjetskog rata, političar SR Srbije, general-pukovnik JNA, jedan od osnivača Instituta za fiziku i narodni heroj Jugoslavije.

## Životopis
Rođen je 2. prosinca 1913. godine u selu Blatuši, kod Vrginmosta, u seljačkoj obitelji. Gimnaziju je pohađao u Glini i Bjelovaru. Na Filozofskom fakultetu u Beogradu diplomirao je 1937. godine, fiziku i primjenjenu matematiku.
Godinu dana proveo je u Školi rezervnih topničkih časnika u Sarajevu, a zatim završio vojni topografski tečaj u Kalinoviku, i postao rezervni topnički potporučnik. Zatim studira na Tehničkom fakultetu u Beogradu. U želji da se posveti znanstvenom radu, odlazi na studij u Pariz. Diplomirao je na École supérieure d'optique i pripremio doktorsku tezu iz kozmičkog zračenja. U vrijeme njemačke agresije na Francusku, 1940. godine, poslije mnogih neprilika, vraća se u Jugoslaviju, u Kraljevačku gimnaziju. U Parizu je surađivao s Komitetom za repatrijaciju jugoslavenskih španjolskih boraca, a u Kraljevo je donio dosta komunističke literature i ilegalni letak KP Francuske protiv okupacije.

### Drugi svjetski rat
Kraljevo napušta 24. srpnja 1941. godine, s grupom radnika i đaka, da bi izbjegao uhićenje zbog političkog djelovanja. Dva dana kasnije, formiran je na Goču Kraljevački partizanski odred, za čijeg je zapovjednika izabran Pavle Jakšić, koji tih dana postaje članom Komunističke partije Jugoslavije (KPJ). Već u vrijeme borbi oko Kraljeva u jesen 1941. povjerena mu je dužnost zapovjednika sektora Kraljevačke bojišnice.
Prosinca 1941. godine, Pavle postaje zapovjednikom Kraljevačkog bataljona Prve proleterske udarne brigade, s kojim se bori kod Prozora, Bugojna, Duvna, Livna, Grahova i drugih mjesta. Studenog 1942. godine postavljen je za zapovjednika Sedme banijske udarne divizije, s kojom sudjeluje u bitkama na Neretvi i Sutjesci. U borbama u vrijeme Četvrte neprijateljske ofenzive, u razdoblju od siječnja do ožujka 1943. godine. Na čelu divizije vodio je uspješnu manevarsku obranu od prilaza Sisku, preko Bihaća i Bosanskog Petrovca do Prozora, osiguravajući evakuaciju Centralne bolnice NOVJ-a s Grmeča do doline Rame, da bi, zatim, na bojišnici između Gornjeg Vakufa i Prozora, organizirao i uspješno izvodio višednevnu pozicijsku obranu zbog osiguravanja Centralne bolnice i stvaranja uvjeta za razvoj protunapadne grupe divizija NOVJ-a pod neposrednom zapovjedništvom Vrhovnog štaba. Jakšić je uspješno zapovjedao divizijom i u teškim borbama u Petoj neprijateljskoj  ofenzivi, posebno u njezinoj završnoj fazi, kada je vješto izveo diviziju iz njemačkog obruča na Sutjesci, spasivši time i veliki broj ranjenika i bolesnika.
Krajem 1943. godine, Pavle je zapovjednik Jedanaestog korpusa, a 1944. načelnik Glavnog štaba NOV i PO Hrvatske. U etapi završnih operacija za oslobođenje Jugoslavije, Jakšić je, kao načelnik Štaba Četvrte jugoslavenske armije, brzo ušao u srž frontalnog ratovanja i planiranja velikih ofenzivnih poduhvata, što je doprinijelo da ova armija uspješno i u rekordnom vremenu savlada znatne njemačke snage, od bojišta u Lici, preko Rijeke i Istre, do Trsta.

### Poslijeratni period
Poslije oslobođenja Jugoslavije, Pavle Jakšić je obavljao visoke vojne dužnosti u Jugoslavenskoj narodnoj armiji (JNA). Bio je zapovjednik pozadine JA, na mjestu prvog pomoćnika ministra narodne obrane, maršala Josipa Broza Tita, zapovjednik Topništva JA. Godine 1950. je završio Općevojni fakultet i Tečaj operatike JA; zatim je bio na dužnosti zapovjednika Beogradske vojne oblasti, od 1950. do 1956. i pomoćnika Načelnika Generalštaba JNA, Ljube Vučkovića, od 1956. do 1962. godine. Umirovljen je 1962. godine, na svoj zahtjev, u činu general-pukovnika JNA.
Godine 1962. je sudjelovao u osnivanju Instituta za fiziku i bavio se problematikom lasera. Iduće godine, izabran je za višeg predavača na Elektrotehničkom fakultetu u Beogradu. Pored znanstvenog rada, bio je i aktivni društveno-politički radnik. Bio je član Opunomoćstva CK SKJ za JNA, član Glavnog odbora SUBNOR-a i SSRN Srbije. Biran je za republičkog i saveznog narodnog poslanika, u više saziva.
Od umirovljenja 1962. godine živio je povučeno u Beogradu, baveći se znanstvenim radom i prevođenjem. Autor je više vojnopovijesnih i vojnoteorijskih radova, a objavio je i nekoliko knjiga. Godine 1961. izdao je „Savremeni rat”, knjigu u kojoj je kritizirao koncepciju općenarodne obrane i u kojoj se usprotivio civilnom naoružavanju, a 1990. godine objavio je knjigu sjećanja „Nad uspomenama“ u dva sveska.
Preminuo je 4. veljače 2005. godine u Beogradu. Sahranjen je po vlastitoj želji u običnoj parceli na Novom groblju u Beogradu, iako mu je pripadalo mjesto u Aleji narodnih heroja i Aleji zaslužnih građana.
Nositelj je Partizanske spomenice 1941. i drugih jugoslavenskih odlikovanja, među kojima su — Orden ratne zastave, Orden partizanske zvijezde sa zlatnim vijencem, Orden zasluga za narod sa zlatnom zvijezdom, Orden bratstva i jedinstva sa zlatnim vijencem, Orden partizanske zvijezde sa srebrnim vijencem i Orden za hrabrost. Ordenom narodnog heroja odlikovan je 20. prosinca 1951. godine.